# LY-404,187
LY-404,187 (LY404187) je ampakinski lek (potencijator AMPA receptora) koji je razvila kompanija Eli Lili. On je član biarilpropilsulfonamidne klase ampakina.
LY-404,187 poboljšava kognitivne funkcije u životinjskim studijama, a isto tako ispoljava efekte koji sugerišu antidepresantno dejstvo. On potencijalno može da nađe primenu u tretiranju šizofrenije, Parkinsonove bolesti i ADHD-a. Njegovo dejstvo je posredovano višestrukim mehanizmima akcije pored potencijacije AMPA receptor. Prominentni efekat zapažen u istraživanjima je povišeni novo BDNF-a u mozgu.